# Università di Tours
L'Università di Tours (in francese Université de Tours) è un'accademia universitaria generalista (pluridisciplinare).

## Storia

### Creazione
L'Università di Tours fu istituita nel 1971, in conformità con la legge Faure che, dopo gli eventi del 1968, mirava a modernizzare e democratizzare le strutture dell'insegnamento superiore. Così si unificarono gli istituti di istruzione superiore presenti all'epoca nella regione (Valle della Loira).
Prima della creazione dell'Accademia di Orléans-Tours (1961), a Tours non esisteva alcuna facoltà. Esistevano solo un Centro di Studi Superiori sul Rinascimento (dipendente dalla Facoltà di Lettere di Poitiers) e una "Facoltà di Medicina". Quest'ultima venne trasformata in Facoltà di Medicina e Farmacia e il Ministero creò una Facoltà di Lettere e Scienze Umane e un Collegio Scientifico Universitario. Poi, nell'ottobre del 1968, venne inaugurato un istituto universitario di tecnologia con i suoi primi due corsi sperimentali, "Carriere dell'informazione" e "Carriere sociali". Esistevano anche facoltà universitarie di giurisprudenza e di scienze economiche dipendenti dall'Università di Orléans.
Tutti i locali che erano utilizzati all'epoca erano in edifici fatiscenti, oppure costruzioni temporanee. Il primo nuovo complesso costruito per esser permanente fu l'IUT, a Tours-Nord, nel 1969/1970. Che fu ulteriormente allargato la realizzazione di uno spazio specifico per la biologia, nel 1972. Poi, sul lungofiume della Loira, la "Facoltà di Lettere" nel 1971/1972 che accoglie le tre unità di insegnamento e di ricerca (UER) (inglese, letteratura, scienze umane), nata in occasione della fondazione dell'università.

### Sviluppo
Nel 1995, alla presenza di François Fillon, allora Ministro dell'Istruzione Superiore e della Ricerca, viene inaugurata la nuova facoltà di giurisprudenza, economia e scienze sociali nel campus Deux-Lions (lett. "due leoni").
A partire dal 2004, l'università si è riavvicinata all'Università di Orléans con la creazione del polo universitario Centre Val-de-Loire (associazione ai sensi della legge del 1901).
Nel marzo 2010 è diventata membro fondatore, insieme all'Orléans, del Centre - Val de Loire Université, un centro di ricerca e istruzione superiore.
Nel 2009 è diventata un'università autonoma ai sensi della legge sulle libertà e i doveri delle università.
Nel 2012 ha firmato un nuovo contratto con il ministero in cui si è immaginata e stabilita la possibilità di ingrandirla per aderire ad una visione di respiro europeo, ponendo l'accento sul rafforzamento della sua attrattività internazionale, che si è tradotto nello stesso anno nell'implementazione di un sito bilingue.
Nel dicembre 2017 è stata rinominata “Università di Tours” e all'inizio dell'anno successivo ha adottato un nuovo logo.
A settembre 2022 entra a farne parte anche l'Institut d'Administration des Entreprises (IAE). La dodicesima componente dell'università, la Facoltà di Odontoiatria, ha aperto anch'essa a settembre 2022, accogliendo una prima classe di 28 studenti, che dopo sei anni di studio conseguiranno il titolo di dottore in chirurgia odontoiatrica.

## Centro MedioEva
Il Centro MedioEva è stato fondato nel giugno del 2022 ed è un centro internazionale e interuniversitario a cui partecipa l'Università degli Studi di Siena, l'Università degli Studi La Sapienza di Roma e l'Université de Tours. Il Centro nasce dalla necessità di promuovere, coordinare e realizzare attività di ricerca, convegni e pubblicazioni sulla letteratura femminile composta in latino e nelle lingue volgari nell'Europa medievale.